# Domani arriverà (Modern Art)
Domani arriverà (Modern Art) è un singolo della cantante italiana Nina Zilli, pubblicato il 29 settembre 2017 e secondo estratto dal quarto album in studio Modern Art.

## Video musicale
Il videoclip, diretto da Gaetano Morbioli, è stato pubblicato l'11 ottobre 2017 sul canale YouTube della cantante.